# M9 GMC
T40/M9 Gun Motor Carriage – amerykański prototypowy niszczyciel czołgów z okresu II wojny światowej, opracowany na podwoziu czołgu M3 Lee.
Pojazd opracowany został w 1941 roku jako rozwinięcie nieudanej konstrukcji T24. Uzbrojenie T40 stanowiła 3-calowa (76,2 mm) armata przeciwlotnicza M1918. W kwietniu 1942 roku pojazd trafił do produkcji, otrzymując oznaczenie M9. Produkcja została przerwana w sierpniu na rzecz opracowanego w tym czasie niszczyciela czołgów M10. Łącznie zbudowano 28 z 50 zamówionych egzemplarzy. Pojazdy M9 nie wzięły udziału w działaniach bojowych, wykorzystywano je głównie do celów szkoleniowych.